# Giovanni Martinelli (imprenditore)
Giovanni Martinelli (Castelnuovo del Garda, 14 giugno 1951 – Castelnuovo del Garda, 15 ottobre 2013) è stato un imprenditore e dirigente sportivo italiano, proprietario di diverse aziende venete specializzate nel settore tessile e immobiliare.

## Biografia
Ebbe i suoi primi contatti con il mondo del calcio con il CastelnuovoSandrà, società della quale fu presidente per diversi anni.
Fu proprietario e presidente della società di calcio Hellas Verona per tre stagioni calcistiche e mezza. Subentrato nel 2009 a Nardino Previdi alla presidenza del club scaligero, anno in cui rilevò la società, nel 2012 cedette l'80% del pacchetto azionario del club a Maurizio Setti (ex vicepresidente del Bologna), conservando la carica di vicepresidente.
Il 7 marzo 2013, il direttore generale Giovanni Gardini, annunciò il passaggio del restante 20% delle azioni dell'Hellas Verona al presidente Maurizio Setti.
È morto all'età di 62 anni il 15 ottobre 2013, nella sua casa, per una grave malattia.
Martinelli ebbe quattro figli, tra cui Mirko, che fu consigliere delegato dell'Hellas Verona assieme a Benito Siciliano e Diego, morto in seguito ad un incidente stradale, a cui è stato intitolato uno dei teatri comunali di Sandrà.
In seguito alla sua morte, l'associazione di formazione artistica di Sandrà, l'Accademia Musicale "Sergio Martinelli", ha cambiato il nome in Accademia Musicale “Giovanni e Sergio Martinelli”.